# Partido de Centro (Alemania)
El Partido de Centro Católico (en alemán: Deutsche Zentrumspartei o DZP, o simplemente Zentrum) es un partido político católico en Alemania. Fue uno de los principales partidos alemanes durante el Imperio alemán y la República de Weimar, aunque en la actualidad es una formación minoritaria en el ámbito político alemán.
Desde enero hasta agosto de 2022 se encontró representado en el Bundestag por el diputado Uwe Witt, exmiembro de Alternativa para Alemania (AfD). También contó con Jörg Meuthen, exlíder de AfD, como diputado al Parlamento Europeo entre 2022 y 2023.

## Historia

### Primer partido

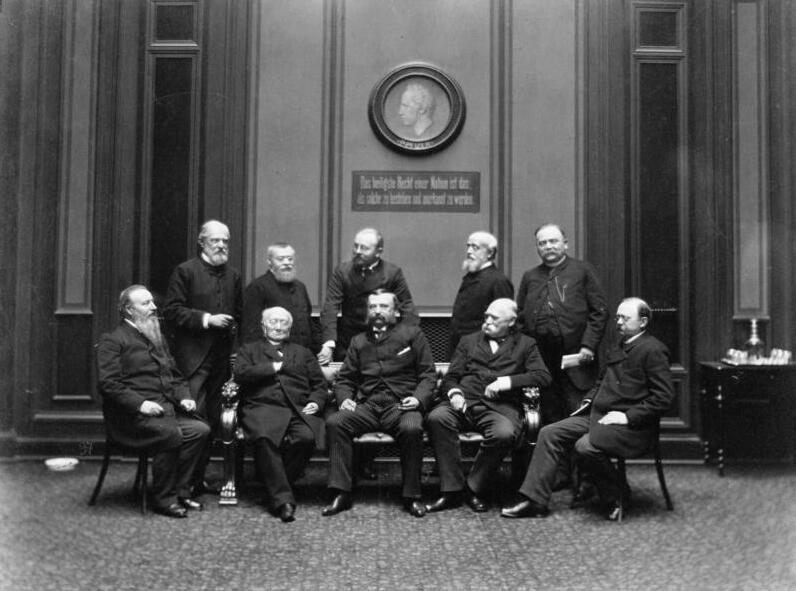
Miembros del Reichstag, 1889, (Primera fila, sentados de izquierda a derecha: Paul Letocha, Ludwig Windthorst, Johann Anton von Harbuval-Chamaré-Stolz, Anton von Dejanicz-Gliszczynski, Albert Horn.
Segunda fila, de pie de izquierda a derecha: Friedrich von Praschma, Philipp Schmieder, Felix Porsch, Clemens Heereman von Zuydwyck, Julius Szmula)

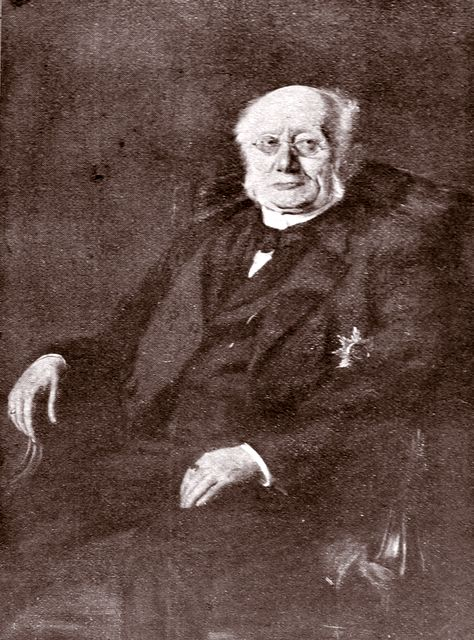
Ludwig Windthorst, dirigente del partido en su primera etapa.

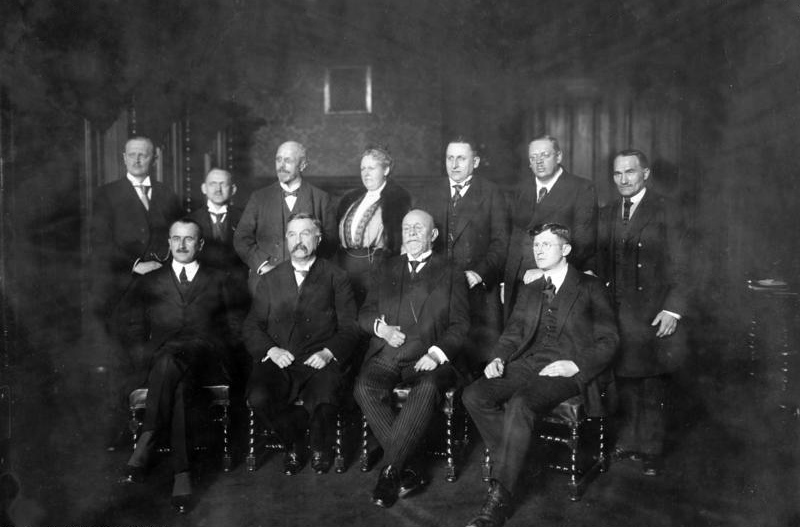
Partido de Centro en 1920: Aloys zu Löwenstein-Wertheim-Rosenberg, Constantin Fehrenbach; Helene Drießen; Felix Porsch; Wilhelm Elfes; Sebastian Bauer; Johannes Hauser; Lorenz Blank.

Creado el 13 de diciembre de 1870, fue fundado para proteger los derechos de la minoría católica en la nueva Alemania unificada de principios de los años 1870. El partido ganó fuerza durante esa época (1870-1880) en su reacción contra la "lucha cultural" (Kulturkampf) de Bismarck contra la Iglesia católica. El partido destacó por la mezcla de clases a las que representó, yendo desde los trabajadores católicos hasta los aristócratas. A diferencia de lo que ocurría en otros países, especialmente los hispanohablantes, en Alemania el catolicismo no representaba una ideología meramente conservadora, sino dentro del bando católico existían muchas corrientes liberales (por lo menos en cuestiones no precisamente religiosas) e incluso de talante de izquierda. Sobre todo el así llamado "catolicismo renano" se caracterizó por su liberalismo moderado y su apertura mental, que lo distinguía del conservadurismo tradicionalista y prusiano (que tradicionalmente era protestante y anticatólico).
La minoría polaca que habitaban algunas zonas de Prusia constituía a su vez uno de los mayores grupos católicos dentro del Imperio alemán. Pero, a pesar de las convicciones católicas del Zentrum, este se manifestaba furibundamente contrario a las minorías polacas.
Tras el final del Kulturkampf, el Partido del Centro hizo las paces con el gobierno y a menudo formó parte de las coaliciones que dieron la mayoría en el Reichstag a varios gobiernos. Si bien el partido apoyó al gobierno para el inicio de la Primera Guerra Mundial, muchos de los dirigentes de su rama izquierda, en particular Matthias Erzberger, se mostraron a favor de un acuerdo negociado, siendo él una persona clave en el tránsito a la "Resolución de Paz" del Reichstag en 1917.

Resultados del Zentrum en las elecciones de marzo de 1933.

El Partido de Centro, cuyos principios pragmáticos generalmente dejaban abierto el apoyo tanto a una forma de gobierno monárquica cómo republicana, probó ser uno de los pilares de la República de Weimar participando en todos los gobiernos entre 1919 y 1932, a pesar de la defección de su rama bávara en 1919, para formar el Partido Popular Bávaro. Su electorado también demostró ser menos susceptible al "encanto" del nazismo frente a la mayoría de partidos burgueses, debido en gran parte a sus fuertes vínculos con la Iglesia.
El Partido de Centro entró en la oposición por primera vez, tras el cese como canciller de su líder Heinrich Brüning, en 1932. Posteriormente sus diputados votaron a favor en el acto de investidura de Hitler, en marzo de 1933, siguiendo la disciplina de voto marcada por el presidente del partido, el sacerdote Ludwig Kaas. Según historiadores como John S. Conway, Pío XI y su secretario de Estado Pacelli habrían presionado al Zentrum para que votase los plenos poderes por el temor de «una ruptura del frente anticomunista»;[cita requerida] otros autores han responsabilizado a monseñor Kaas, quien habría capitulado ante Hitler a cambio del mantenimiento de las escuelas confesionales católicas. Sin embargo, la formación política fue disuelta poco después por los nazis junto con el resto de partidos alemanes.

### Desde la refundación a la actualidad

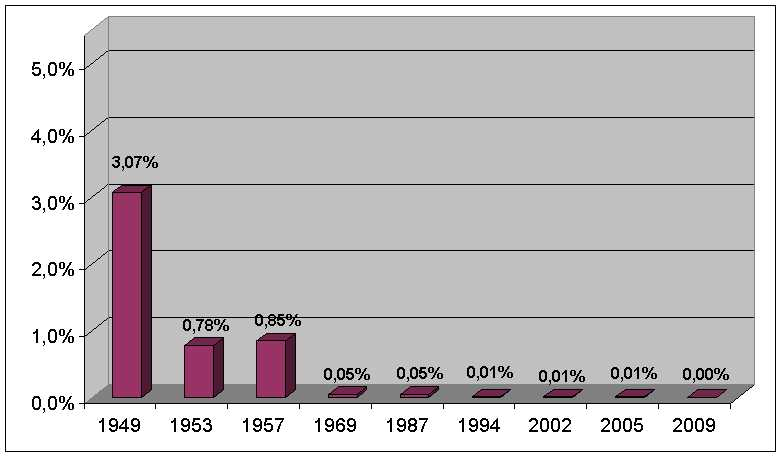
Gráfico que muestra los resultados electorales del DZP en elecciones federales.

El Partido de Centro fue refundado después de la Segunda Guerra Mundial, pero pronto la mayoría de sus miembros se mezclaron con otros partidos confesionales para formar la Unión Demócrata Cristiana (abreviado CDU en alemán). El Zentrum de los primeros años de la Alemania occidental estaba dominado por los antiguos sectores izquierdistas del partido durante la República de Weimar. El DZP se manifestó profundamente en contra de las reformas económicas del ministro federal Ludwig Erhard, y subrayó la "necesidad de una política planificada, dirigida por la economía del Estado". El DZP tuvo representación en el Bundestag hasta 1957. En las elecciones federales de 1949 obtuvo 10 escaños y en las elecciones federales de 1953, obtuvo tan solo 3 escaños. Durante la segunda legislatura del Bundestag (1953-1957) los líderes y parlamentarios del DZP se posicionaron en contra de "cualquier tipo de remilitarización". Desde las elecciones federales de 1957 nunca ha vuelto a tener representación parlamentaria a nivel federal, no superando el 1% de los votos desde entonces. También contó con representación parlamentaria en los Landtags de Renania del Norte-Westfalia hasta 1958 y Baja Sajonia, hasta 1959. En Renania del Norte-Westfalia presidió incluso el gobierno de este estado federado, con el ministro-presidente Rudolf Amelunxen, entre 1946 y 1947, y posteriormente formó parte del gobierno estatal como socio de coalición, hasta su pérdida de representación en el Landtag. En Baja Sajonia fue parte del gobierno entre 1947 y 1955.
Actualmente es un partido político marginal, mayormente presente en los estados de Renania del Norte-Westfalia y Sajonia Anhalt. La presidenta del partido es Marina Hübgens. El partido está afiliado al Movimiento Político Cristiano Europeo.
En mayo de 2018, el Partido de Centro adquirió notoriedad internacional al ofrecer al ex Presidente de la Generalidad de Cataluña Carles Puigdemont (recientemente detenido en Alemania tras los hechos de octubre de 2017) ser su cabeza de lista para las elecciones europeas de 2019. Según expertos en derecho esto podría concretarse debido a que la ley electoral establece que un ciudadano de la Unión Europea puede presentar una candidatura en otro Estado miembro cuando tiene allí su residencia. Sin embargo, JxCat señaló que Puigdemont no había entablado contacto con el partido, y que en caso de ser objeto de aquel ofrecimiento lo rechazaría al tener como prioridad la política catalana. Puigdemont finalmente rechazó la propuesta.
En enero de 2022, el exmiembro de AfD Uwe Witt se unió al partido mientras aún ocupaba su escaño en el Bundestag. Con ello, es la primera vez desde 1957 en que el partido ocupó un escaño en el Bundestag.
En junio de 2022, el eurodiputado y exlíder de AfD Jörg Meuthen anunció su incorporación al partido. Esto desembocó que en agosto del mismo año, Uwe Witt renunciase al partido.

## Resultados electorales

### Elecciones federales (Imperio alemán)
| Año  | # de votos     | % de votos | # de escaños obtenidos | +/– |
| ---- | -------------- | ---------- | ---------------------- | --- |
| 1871 | 707.896 (#2)   | 18,21      | 58/382                 |     |
| 1874 | 1.438.792 (#1) | 27,72      | 91/397                 | 28  |
| 1877 | 1.341.295 (#2) | 24,83      | 93/397                 | 2   |
| 1878 | 1.315.720 (#1) | 22,84      | 94/397                 | 1   |
| 1881 | 1.177.033 (#1) | 23,09      | 100/397                | 6   |
| 1884 | 1.282.000 (#1) | 22,52      | 99/397                 | 1   |
| 1887 | 1.516.200 (#2) | 19,91      | 98/397                 | 1   |
| 1890 | 1.340.688 (#2) | 18,55      | 107/397                | 9   |
| 1893 | 1.468.501 (#2) | 19,14      | 96/397                 | 10  |
| 1898 | 1.454.042 (#2) | 18,76      | 102/397                | 6   |
| 1903 | 1.875.292 (#2) | 19,75      | 100/397                | 2   |
| 1907 | 2.179.800 (#2) | 18,79      | 101/397                | 1   |
| 1912 | 1.988.504 (#2) | 16,29      | 90/397                 | 11  |

### Elecciones federales (República de Weimar)
| Año       | # de votos     | % de votos | # de escaños obtenidos | +/– | Resultado                            |
| --------- | -------------- | ---------- | ---------------------- | --- | ------------------------------------ |
| 1919      | 5.980.216 (#2) | 19,67      | 91/421                 | 1   | Coalición (SPD-Zentrum-DPP)          |
| 1920      | 3.845.001 (#5) | 13,64      | 64/459                 | 27  | Coalición (SPD-Zentrum-DPP-BVP)      |
| May.-1924 | 3.914.379 (#3) | 13,37      | 65/472                 | 1   | Bloqueo parlamentario                |
| Dic.-1924 | 4.118.849 (#3) | 13,51      | 69/493                 | 4   | Coalición (DNVP-Zentrum-DVP-DDP-BVP) |
| 1928      | 3.712.152 (#3) | 12,07      | 61/491                 | 8   | Coalición (SPD-Zentrum-DPP-BVP)      |
| 1930      | 4.127.000 (#4) | 11,81      | 68/577                 | 7   | Bloqueo parlamentario                |
| Jul.-1932 | 4.589.430 (#4) | 12,44      | 75/608                 | 7   | Bloqueo parlamentario                |
| Nov.-1932 | 4.230.545 (#4) | 11,93      | 70/584                 | 5   | Bloqueo parlamentario                |
| Mar.-1933 | 4.424.905 (#4) | 11,25      | 73/647                 | 3   | Oposición                            |

### Elecciones federales (RFA)
| Año   | # de votos    | % de votos | # de escaños obtenidos | +/– | Resultado          |
| ----- | ------------- | ---------- | ---------------------- | --- | ------------------ |
| 1949  | 727.505 (#7)  | 3,07       | 10/402                 |     | Oposición          |
| 1953  | 217.078 (#10) | 0,79       | 3/509                  | 7   | Oposición          |
| 1957a | 254.322 (#7)  | 0,85       | 0/519                  | 3   | Extraparlamentario |
| 1965b | 19.832 (#7)   | 0,06       | 0/518                  | 0   | Extraparlamentario |
| 1969  | 15.933 (#10)  | 0,05       | 0/518                  | 0   | Extraparlamentario |
| 1987  | 19.035 (#12)  | 0,05       | 0/519                  | 0   | Extraparlamentario |
| 1994  | 3.757 (#20)   | 0,01       | 0/672                  | 0   | Extraparlamentario |
| 1998  | 2.076 (#26)   | 0,00       | 0/669                  | 0   | Extraparlamentario |
| 2002  | 3.127 (#20)   | 0,01       | 0/603                  | 0   | Extraparlamentario |
| 2005  | 4.010 (#23)   | 0,01       | 0/614                  | 0   | Extraparlamentario |
| 2009  | 6.087 (#23)   | 0,01       | 0/622                  | 0   | Extraparlamentario |

- Nota: no participó en las elecciones federales de 1961, 1972, 1976, 1980, 1983, 1990 ni en ninguna posterior a 2009.

a Dentro de Unión Federalista (FU).
b En coalición con CVP.

### Elecciones al Parlamento Europeo
| Año  | # de votos | % de votos | # de escaños obtenidos | +/– |
| ---- | ---------- | ---------- | ---------------------- | --- |
| 1979 | 31.367     | 0.1        | 0/81                   |     |
| 1984 | 93.921     | 0.4        | 0/81                   | 0   |
| 1989 | 41.190     | 0.1        | 0/81                   | 0   |
| 1999 | 7.080      | 0.0        | 0/99                   | 0   |
| 2004 | 26.803     | 0.1        | 0/99                   | 0   |

- Nota: no participó en las elecciones europeas de 1994, ni en ninguna posterior a 2004.